# Préfon
La Préfon, acronyme pour Caisse nationale de prévoyance de la fonction publique, est une association française (régie par la loi de 1901) créée le 8 mai 1964 par quatre fédérations syndicales de fonctionnaires  (CFDT, CFTC, CGC, FO) et une association de hauts fonctionnaires : le Comité d'études et de liaisons (CEL).
L'association Préfon, soutenue par la Direction générale de la Fonction publique et une équipe de la Caisse des dépôts et consignations, lance le régime Préfon-Retraite en 1967.
Soumis aux articles L441-1 à L441-8 du Code des assurances, Préfon-Retraite est un régime de retraite complémentaire facultatif par capitalisation mutualisée, donnant droit en contrepartie de cotisations effectuées au cours de la période d'activité au versement d'une prestation de retraite. Depuis le 1er décembre 2019, Préfon-Retraite est un plan épargne retraite (PER) individuel dédié aux agents titulaires et contractuels de la fonction publique, aux anciens agents publics et aux conjoints d'affiliés. Préfon-Retraite est un régime assurantiel en points, dont la rente ne peut baisser aux termes de l'article R441-10 du Code des assurances.

## Objet social de la Préfon
Les statuts de 2011 associent trois objectifs à l’objet social de l’association Préfon :  
1. Offrir aux fonctionnaires et assimilés des régimes de prévoyance complémentaire, notamment en matière de retraite ;
2. Assurer la représentation des affiliés auprès des pouvoirs publics et des gestionnaires des régimes créés ;
3. Veiller au respect des valeurs rappelées ci-dessus dans la gestion des fonds collectés par les régimes créés, notamment par le choix d’investissements socialement responsables.

## Histoire
(août 2014).

### Création en 1964
Depuis 1947, les organisations syndicales et patronales élaboraient les conditions de l’émergence de ce qui allait devenir un droit social à une retraite complémentaire pour les salariés du secteur privé. Sollicité sur la mise en place d’une initiative similaire chez les fonctionnaires par les représentants des fonctionnaires issus des organisations syndicales, l’État, entendu comme employeur des fonctionnaires, s'opposait à la mise en place d’un tel droit. Pourtant, la situation des retraités de la fonction publique était spécifique à deux égards. D’une part, il n’existe pas de situation unifiée de calcul de la retraite pour les agents publics : le calcul de la pension diffère suivant le statut dans l’emploi (titulaire ou non titulaire) et le type de fonction publique (fonction publique d’État, fonction publique hospitalière et fonction publique territoriale). D’autre part, le calcul de la pension se basait exclusivement sur le traitement, ne prenant pas en compte les primes et indemnités qui pouvaient constituer, pour certaines catégories de fonctionnaires, une part importante du revenu total. Dans le cas de la fonction publique d’État, le Code des pensions civiles et militaires de 1948 fixait le niveau de remplacement de la pension à 75 % de la moyenne des six derniers traitements du fonctionnaire. Ce mode de calcul ne prenant pas en compte la totalité du revenu des fonctionnaires, l'ensemble des organisations syndicales de la fonction publique réclamaient qu’une réponse soit apportée pour remédier à la situation.
Soutenues par le directeur général de l'Administration et de la Fonction publique, Marceau Long, en mai 1964, quatre organisations syndicales de fonctionnaires, FO (Force ouvrière), la CFTC (Confédération française des travailleurs chrétiens), la CFDT (Confédération française démocratique du travail), et la CGC (Confédération générale des cadres), s’associent avec une association de hauts fonctionnaires, le Comité d’études et de liaisons (CEL) et un inspecteur général honoraire de l'Économie et des Finances, Bernard Mélamède. En mai 1964, ils fondent l’association Préfon, acronyme pour Caisse nationale de prévoyance de la fonction publique. L’objectif est de mettre en place un régime de retraite complémentaire pour les fonctionnaires. L’objet social de cette association régie par la loi de 1901 à but non lucratif est alors de « développer les liens de solidarité entre les fonctionnaires et assimilés, notamment en leur offrant la possibilité de bénéficier de retraites complémentaires ».

### 1964-1968: quatre ans de débats pour la mise en place de Préfon-Retraite
La CGT et la branche de la Fonction publique de la Mutualité (FNMFAE) sont présents aux premiers groupes de travail, mais s'opposent à participer au lancement du régime Préfon-Retraite. La Fédération de l'Éducation Nationale (FEN), qui proposait déjà la MRI (Mutuelle Retraite des Instituteurs) n’a pas participé aux travaux préparatoires de janvier à mai 1964.
Le 10 juin 1964, les statuts de l’association sont déposés à la Préfecture de police. Dès lors, les administrateurs de la Préfon, se sont réunis au 44 rue La Fayette à Paris, dans des locaux prêtés par André Milan de la CGC et en lien avec la Fédération Française des Assurances. Ce groupe de travail, dirigé par Bernard Mélamède, avait pour objectif d’aboutir rapidement à la définition d’un régime complémentaire de retraite pour les fonctionnaires.
De 1964 à 1967, le groupe de travail est appuyé dès 1965 par le soutien stratégique d’une équipe de la Caisse des Dépôts et Consignations, dirigée par Georges Plescoff. Il pose les bases d’un régime de retraite complémentaire dont l’adhésion devait être facultative, et qui devait fonctionner en capitalisation provisionnée selon la réglementation du décret du 4 juin 1964. Le 1er juin 1967, une convention liant la Préfon avec la CNP et un consortium composé de cinq sociétés d’assurances nationales (Nationale-Vie, Urbaine-Vie, Union-Vie, les Assurances Générales-Vie et l’Aigle-Soleil-Vie) définit les conditions de la cogestion administrative et financière du régime.
Durant cette période, de longs pourparlers ont été menés par les membres des fédérations de fonctionnaires issus des organisations syndicales fondatrices auprès des pouvoirs publics afin de faire reconnaître leurs revendications et aboutir à la mise en œuvre du projet. D'octobre 1965 à décembre 1967, la nature du régime et les conditions de la cogestion ont fait l’objet d’affrontements politiques importants entre les représentants des fédérations de fonctionnaires membres de la Préfon d'une part, et les représentants de la Direction des Assurances et les membres des sociétés nationales d’assurance de l'autre. Michel Debré, nommé ministre des Finances en janvier 1966 a validé l’octroi définitif du précompte des cotisations en décembre 1967. La loi de finances de 1968 reconnait le régime Préfon-Retraite comme un régime de retraite. Le 1er janvier 1968, le régime Préfon-Retraite est lancé, quatre ans après la naissance de l’association.

### Des oppositions lors de la création
Le lancement de l’initiative de la Préfon en 1964 et la création du régime en 1968 ont suscité des réactions variées.

#### L'opposition de la CGT
De février au 14 avril 1964, des représentants de la CGT ont assisté aux rencontres organisées autour du projet de constitution d’un régime complémentaire de retraite pour la fonction publique. Contestant le caractère facultatif de l’affiliation décidé en avril, ils choisissent de quitter le projet. La CGT a régulièrement fait paraître des critiques envers le projet Préfon et le régime Préfon-Retraite.

#### L'opposition de la Mutualité
En 1964, deux régimes complémentaires facultatifs de retraite adressés à certaines catégories de fonctionnaires existaient : la Complémentaire Retraite des Hospitaliers (CRH) du Comité de gestion des Œuvres sociales des personnels hospitaliers (CGOS) créée en 1963, et la Mutuelle Retraite des Instituteurs (MRI), qui fonctionnait par une méthode mixte de capitalisation et de répartition et qui avait été fondée par la Fédération de l'Éducation nationale en 1949. Invitée à participer aux travaux pour la constitution de l’association Préfon, la FEN n’a pas souhaité participer au projet Préfon.
En revanche, des représentants de la FNMFAE (Fédération nationale des mutuelles de fonctionnaires et des agents de l’État) ont assisté de janvier à mai 1964 aux travaux préparatoires avant de quitter le projet. Entre 1968 et 1970, la Mutualité a émis des critiques du régime Préfon-Retraite dans la presse mutualiste et syndicaliste, auxquelles la Préfon a formulé un droit de réponse aboutissant à une situation de statu quo jusqu’en 1987, avec la création du CREF.

### 1968-2003: La Préfon entre niveau institutionnel et niveau concurrentiel du système de retraite français
Entre 1968 et 2003, Préfon a développé une offre de couverture complémentaire facultative d'épargne-retraite et de prévoyance pour les agents de la fonction publique.

#### Le développement de Préfon-Retraite
Aux premières années de son lancement, le régime a fait face à une série de difficultés que n’avaient pas anticipées ses concepteurs. Un niveau d’affiliations plus faible que prévu conjugué à des comportements d’affiliations opportunistes d’affiliés âgés ont provoqué une situation de sous-provisionnement, nécessitant l’adoption d’un plan de rigueur et la redéfinition des relations de l’association avec le Consortium. Le soutien de la tutelle des pouvoirs publics a été déterminant lors de cette période. Ainsi, l’entrée de Préfon-Retraite dans le dispositif des majorations légales de 1975 à 1985 a permis au régime de surmonter les difficultés des premières années et de  revaloriser la valeur du point en période d’inflation structurelle.
C’est à partir de 1972 que l’association met en place une série de pratiques visant à définir la nature syndicale du régime :  création de Préfon-Informations, mise en place des « conférences d’informations » à destination des fonctionnaires, mise en place de paramètres souples d’affiliation pour les affiliés, etc.
À partir de 1979, les membres de la Préfon dénoncent dans le magazine Préfon-Informations les pratiques publicitaires du secteur privé remettant en cause l’avenir du système de retraite obligatoire.

#### Le développement de l'offre de prévoyance
Avec l’émergence d’une offre d’assurance-vie et d’épargne longue proposée par le secteur lucratif à la fin des années 1970, les membres de la Préfon engagent l’association dans une démarche publicitaire afin de développer l'offre de prévoyance de la structure.
- En 1985 est créé le produit Préfon-Épargne (abandonné en 1989).
- En 1986 est créé le produit Préfon-Décès. Il devient en 2012 Préfon Obsèques, auquel il est mis fin en 2019.
- En 1991 sont développés le produit Préfon-Dépendance et l’option dépendance de Préfon-Retraite.

Depuis la fin des années 1970, les membres de l’association sensibilisent les pouvoirs publics sur la nécessité de créer un régime complémentaire obligatoire de retraite pour les fonctionnaires. Dans ce contexte, les membres de la Préfon ont été invités à intervenir lors des Rencontres parlementaires sur l’avenir de la protection sociale dans les années 1990.

#### Une évolution nourrie par les critiques du régime et les débats engendrés
Dans une publication de 1994 portant sur les produits d'épargne-retraite dédiés aux agents du service public, l'ARCAF (Association nationale des fonctionnaires épargnant pour la retraite) a émis des inquiétudes quant à la gouvernance de l'association et aux performances réelles du régime Préfon-Retraite.
Ces critiques ont été formulées dans un contexte plus large de nombreux débats sur Préfon et Préfon-Retraite au milieu des années 1990, ainsi que des rencontres parlementaires à partir de 1994, visant notamment à rendre le cadre d'action de Préfon plus lisible et plus transparent. Ces débats ont abouti à des critiques comme à des soutiens de l'association. Témoins des échanges nourris entre agents publics, acteurs politiques et l'association, des personnalités politiques ont souligné le succès du régime. En 1997, le sénateur Philippe Marini dépose un rapport d'information intitulé "L'épargne retraite des fonctionnaires". Il y affirme la nécessité d'ouvrir "à la concurrence l'épargne-retraite complémentaire des fonctionnaires, à partir de l'exemple de la convention liant la Préfon et la Caisse nationale de prévoyance".
Ainsi, lors de la campagne présidentielle de 2002, les candidats Jospin et Chirac se prononçaient tous deux en faveur de l'extension de la Préfon à tous les français : la Préfon était en effet considérée comme un régime avantageux à destination des agents publics avec "un rendement généreux" grâce à "une revalorisation des rentes servies à ses 260 000 affiliés de 62% en 10 ans". À l'occasion de débats parlementaires relatifs à la loi de finances pour 2007, le rapport du sénateur Philippe Marini évoquait la nécessité d'introduire plus de transparence dans le régime Préfon. Ces conclusions ont par la suite été prises en compte par l'association (voir "Structure de l'association" ci-dessous).
En 2010, un des anciens présidents de Préfon, Christian Chapuis, engage une procédure judiciaire en diffamation à l'encontre de l'auteur d'un ouvrage sur les régimes d'épargne-retraite pour les agents de la fonction publique. Il est débouté de sa plainte par le tribunal de grande instance de Paris, alors qu'il estimait être nommément cité à tort dans l'ouvrage évoqué.

### La Préfon depuis la réforme de 2003

#### La réforme des retraites de 2003
La revendication formulée par les membres de la Préfon visant à obtenir un droit à la retraite complémentaire obligatoire pour les fonctionnaires n’a obtenu une réponse politique qu’à l’issue de la réforme Fillon de 2003. Preuve de la spécificité du régime Préfon-Retraite dans le paysage de la retraite, une des orientations prise par Jacques Chirac sur la question des retraites dans son programme de campagne en 2002 était de proposer « la Préfon pour tous ». Ainsi, dans les débats relatifs à la mise en place d'un dispositif pour favoriser l'épargne-retraite, un régime existant depuis 1993 et s'inspirant de la Préfon est envisagé comme une des pistes de développement.
À la suite de la réforme de 2003, le Régime de retraite additionnel de la Fonction publique est créé en 2005. Il s’agit d’un régime obligatoire de complémentaire retraite fonctionnant par capitalisation dont l’assiette de cotisation est constituée des primes exclusivement, avec un plafond à 20 % du traitement.
Consécutivement à cette réforme, le législateur place le régime Préfon-Retraite à un niveau concurrentiel de développement, au même titre que les PERP et PERCO, nouvellement créés par la réforme. Ce changement de contexte de développement a amené l’association à redéfinir le contrat de réassurance du régime avec le gestionnaire du régime (CNP Assurances) et les réassureurs du régime (AXA, Allianz, Gan-Groupama en 2007), à adopter les codes de développement concurrentiel (notamment via le dépôt des marques à l’INPI et l’adoption des pratiques professionnelles du marketing et de la communication en 2009) et à chercher à définir la spécificité de la nature de son offre de couverture dans le paysage de la protection sociale française. L’association lance les « soirées affiliés » en 2009, visant à répondre directement aux craintes des affiliés dans le contexte de la crise des subprimes.
Poursuivant un mouvement opéré à la fin des années 1990 par le Conseil d’administration, la Préfon définit en 2011 sa Charte d’investissement socialement responsable (ISR). Préfon s'est ainsi engagée dans une réflexion de long terme sur sa stratégie d'investissement et de responsabilité sociale, déclinée par les gestionnaires du régime Préfon-Retraite pour le portefeuille d'actions puis l'ensemble des actifs. L'association est notamment membre du Cercle des Institutionnels de Novethic, du réseau de soutien des Principes pour l'Investissement Responsable (PRI) des Nations-Unies et du Forum pour l'Investissement Responsable (FIR). Par ailleurs, la Préfon est partenaire de la Chaire de recherche "Théorie de l'entreprise" des Mines ParisTech. Cet engagement se traduit aussi par le lancement de Préfon-Vie Responsable en 2018, l'assurance-vie de Préfon dont une partie des supports d'investissement est labellisée ISR.
En 2013, la société de courtage et de distribution Préfon-Distribution est créée. Filiale à 100% de l'association Préfon, Préfon-Distribution distribue Préfon-Retraite ainsi que les autres solutions de retraite, de prévoyance et d'épargne conçues par l'association, à destination des agents de la fonction publique.
Selon Better Finance, un groupement européen d'épargnants, les adhérents de Préfon ayant commencé à contribuer en 2002 et qui liquideront leurs droits à 60 ans auraient perdu 20% face à l'inflation constatée en Europe sur la période. L'association rend compte chaque année de la séquence de revalorisation de Préfon-Retraite sur les cinq derniers exercices. Les années 2012-2017 ont en effet vu une forte modération de la revalorisation, avant que la réglementation ne rende possible d'apprécier le taux de couverture des engagements sur une base plus économique.
Pour autant, Xavier Fontanet, professeur de stratégie et ancien chef d'entreprise d'Essilor, qualifiait Préfon d' "horloge suisse" en 2018. La considérant "excellement gérée", il invitait à prendre l'exemple de l'association pour enrichir la réflexion sur la capitalisation de l'épargne-retraite en France.

### Réforme 2019 - le PER Préfon-Retraite
Depuis le 1er décembre 2019, le régime Préfon-Retraite est devenu un PER, Plan d’Épargne-Retraite, nouveau produit d’épargne universel créé par la loi Pacte votée en 2019.
Le PER Préfon-Retraite donne désormais la possibilité de liquider ses droits sous forme de rente viagère, de capital ou de combiner les deux à la fois. En cas de sortie en capital, ce dernier pourra être versé en une seule fois, ou bien fractionné en 5 ou 10 ans.
Des cas de déblocages anticipés du PER Préfon-Retraite sont autorisés, notamment en cas de décès du conjoint, d'invalidité ou d'acquisition d'une résidence principale. En tant que PER, Préfon-Retraite conserve également le cadre fiscal des anciens produits d'épargne-retraite.

## Structure de l’association

### Une cogestion du régime opérée entre les organisations syndicales et un consortium d'assureurs
La forme historique de la gestion du régime Préfon-Retraite est celle d'une cogestion opérée entre l'association Préfon et un consortium d'assureurs originellement publics, selon les dispositions de la convention du 1er juin 1967.
L'association possède un fonctionnement spécifique puisque ce sont les 4 organisations syndicales fondatrices (FO, la CFDT, la CFTC et la CGC-CFE) qui assurent la gouvernance de l’association. Dans leurs missions, elles sont accompagnées de personnalités qualifiées qui siègent également au Bureau. Les membres sont tous bénévoles, et ont en commun d’être ou d’avoir été agents de la fonction publique.
Les agents de la fonction publique affiliés à Préfon-Retraite ne sont pas membres de l'association, ayant donné mandat à l'association et étant représentés par les organisations syndicales de la fonction publique. En outre, la loi no 2006-1770 du 30 décembre 2006 reconnait que l'association représente les affiliés du régime.
Conformément aux statuts de Préfon et aux dispositions légales, les affiliés sont tenus informés de la vie de l'association. Avant chaque Assemblée Générale, les affiliés sont invités à adresser leurs questions à Préfon. Les réponses ainsi que les comptes-rendus des Assemblées Générales sont rendus publics sur le site de l'association.
Adoptée lors de l'Assemblée Générale du 27 novembre 2020, la charte de déontologie de Préfon est consultable sur le site de l'association. La charte détaille les dispositifs mis en place pour prévenir et résoudre les conflits d'intérêts.

### Vie de l'association
Préfon effectue un travail de représentation de ses affiliés en lien avec eux : pour cela, l'organisation organise régulièrement des rencontres avec ses affiliés ainsi que des colloques. Par exemple, pour les cinquante ans de l'association, Préfon a organisé un colloque au Conseil économique, social et environnemental le 23 octobre 2014. Plusieurs tables rondes ont permis de revenir sur les engagements passés de Préfon et les défis à venir. En 2018, Préfon a souhaité animer un colloque sur les femmes dans la fonction publique et leur rapport à la retraite. Les débats qui se sont tenus ont également permis de nourrir la réflexion quant à l'avenir des retraites en France et aux réformes successives menées depuis les années 1990.
Préfon met également à disposition des supports d'informations variés, tels que Préfon.info, Préfon.News, Préfon.Podcast et Préfon.TV. Ces différents supports font intervenir affiliés comme spécialistes à l'occasion d'évènement dédiés et de rencontres régulières. Il s'agit pour l'association d'informer au mieux ses affiliés et de faire mûrir les réflexions sur l'épargne-retraite dans la fonction publique en France.
Depuis 2019, Préfon est partenaire de la Fédération Française de Handball et soutient les équipes masculine et féminine de handball au quotidien comme lors de leurs rencontres sportives.

### Présidents
À la différence d'autres associations souscriptrices auprès d'un assureur, Préfon a été fondée grâce au concours de quatre organisations syndicales, impliquant un paritarisme quant à la présidence de l'association. Le président est donc désigné par les membres du Bureau dans le cadre d’une présidence tournante régulière entre les quatre organisations syndicales fondatrices parmi les membres de l'association qu'elles ont désignés pour les représenter.  
- Pierre Tribié FO	1964-1968
- Louis Marchetti	CFDT	1968-1970
- Maurice Tissot	CGC	1970-1975
- André Giauque	 FO	1975-1979
- Raymond Cabaret	CFDT	1979-1983
- Pierre Dauchaud	CFTC	1984-1987
- André Giauque        	FO	1988-1991
- Christian Chapuis	CGC	1992-1995
- Pascal Renaud	CFDT	1996-1999
- Nicole Prud’homme	CFTC	2000-2003
- Christian Chapuis	CGC	2004-2007
- Philippe Soubirous	FO	2008-2011
- Pascal Renaud	CFDT	2012-2015
- Denis Lefebvre	CFTC	 	2016 - 2019
- Philippe Sebag     CGC                 2020 - 2024

## Valeur du point
Préfon-Retraite est un contrat en points. Chaque cotisation en euros est convertie en un nombre de points.
Pour connaître ses droits à rente, on multiplie le nombre de points acquis par la valeur de service du point. La valeur de service du point est déterminée par l'assureur du régime, après examen du comité de pilotage, dans le respect des conditions prévues aux articles R441-19 et R441-23 du Code des assurances. Conformément à l'article L441-2 du Code des assurances, la valeur de service du point de Préfon-Retraite n'est pas susceptible de baisser, ce qui n'est plus possible pour les régimes créés après le 1er juillet 2017.
Au 1er janvier 2020, la valeur de service du point est de 0,093 9 €.
La valeur de service du point a été revalorisée de 0,33% en 2018, de 1,08% en 2019 et de 0,32% en 2020, mais seulement de 9,6% depuis 2003 en cumulé, pour une inflation située entre 21,8% (source Insee) et 29,5% (source Eurostat). En outre, le tarif du régime comprend un taux technique implicite, défini comme le taux d'actualisation permettant d'égaliser les cotisations d'une année et les engagements qui en sont issus, ce qui se rapproche d'une revalorisation précomptée. En moyenne, au fil de la séquence des cotisations, il a été de 1,0% au cours de la décennie 2010-2020, venant s'ajouter à la revalorisation annuelle pour compenser l'inflation.
Le prix d'achat du point (point acquis via chaque cotisation) correspond à sa valeur (1,810 0 € au 1er janvier 2020) à laquelle s’applique un coefficient lié à l’âge au moment de l’acquisition.
Pour un affilié âgé de 18 ans, le prix d’achat du point sera de 1,810 0 €.
Pour un affilié plus âgé, le prix d'achat sera supérieur (car l'épargne de cet affilié plus âgé sera placée moins longtemps par l’assureur), pour une même valeur de service du point au moment de la retraite.
En divisant le prix de service du point par la valeur d’achat à un instant donné, on obtient le taux de rendement instantané.

### Liens connexes
- Régimes complémentaires de retraite en France
- Retraite par points
- Retraites dans la fonction publique (France)